# Sport Lisboa e Benfica 2013-2014
Questa voce raccoglie le informazioni riguardanti lo Sport Lisboa e Benfica nelle competizioni ufficiali della stagione 2013-2014.
La stagione 2013-2014 del Benfica è l'80ª in Primeira Liga. Il club biancorosso, inoltre, partecipa per la 33ª volta alla UEFA Champions League e comincia il suo cammino europeo direttamente dalla fase a gironi in quanto secondo classificato nel campionato precedente. Altre competizioni in cui compete sono la Taça de Portugal e la Taça da Liga.

## Stagione
In questa stagione il Benfica torna a vincere il campionato portoghese dopo quattro anni. Lo fa alla penultima giornata, mettendo in bacheca così il trentatreesimo titolo nazionale. Pochi giorni dopo, il 1º maggio, il Benfica raggiunge per il secondo anno di fila anche la finale di Europa League, eliminando in semifinale la Juventus (vittoria per 2-1 all'andata e 0-0 nella partita di ritorno a Torino). Nella finale della finale del 14 maggio, svoltasi allo Juventus Stadium di Torino, la squadra di Lisbona perde contro il Siviglia (0-0 al termine dei tempi supplementari, vittoria per 4-2 per gli spagnoli ai tiri di rigore) la seconda finale di Europa League consecutiva. La vittoria nella Coppa del Portogallo di qualche giorno più tardi è la numero 25 nella storia del club, e permette di centrare il triplete nazionale: con la vittoria per 2-0 sul Rio Ave viene infatti conquistata anche la Taça da Liga, la quinta.

## Maglie e sponsor
Lo sponsor tecnico per la stagione 2013-2014 è Adidas, mentre lo sponsor ufficiale è MEO, compagnia telefonica portoghese.
| Casa | Trasferta |

## Organigramma societario
Area tecnica/direttiva
- Presidente: Luís Filipe Vieira
- Direttore sportivo: Manuel Rui Costa
- Allenatore: Jorge Jesus
- Allenatore in seconda: Raul José
- Collaboratore tecnico: Miguel Quaresma, Minervino Pietra
- Preparatore/i atletico/i: Mário Monteiro
- Preparatore dei portieri: Hugo Oliveira
- Analista: Marco Pedroso
- Osservatore: Rui Águias

Area sanitaria
- Responsabile: Dr. João Paulo Almeida
- Medici sociali: Bento Leitão, António Martins
- Infermiere: Duarte Pinto
- Massaggiatore: António Martins
- Fisioterapisti: Telmo Firmino, Carlos Costa, Paulo Rebelo
- Nutrizionista: Diogo Ferreira

## Rosa
Rosa aggiornata al 25 aprile 2014.
| N. |                       | Ruolo | Calciatore         |
| -- | --------------------- | ----- | ------------------ |
| 1  | Brasile (bandiera)    | P     | Artur              |
| 3  | Portogallo (bandiera) | D     | Steven Vitória     |
| 4  | Brasile (bandiera)    | D     | Luisão             |
| 5  | Serbia (bandiera)     | C     | Ljubomir Fejsa     |
| 6  | Portogallo (bandiera) | C     | Rúben Amorim       |
| 7  | Paraguay (bandiera)   | A     | Óscar Cardozo      |
| 8  | Serbia (bandiera)     | A     | Miralem Sulejmani  |
| 9  | Argentina (bandiera)  | A     | Rogelio Funes Mori |
| 10 | Serbia (bandiera)     | C     | Filip Đjuričić     |
| 11 | Brasile (bandiera)    | A     | Lima               |
| 13 | Portogallo (bandiera) | P     | Paulo Lopes        |
| 14 | Uruguay (bandiera)    | D     | Maxi Pereira       |
| 16 | Brasile (bandiera)    | D     | Guilherme Siqueira |
| 18 | Argentina (bandiera)  | C     | Eduardo Salvio     |
| 19 | Spagna (bandiera)     | A     | Rodrigo            |

| N. |                       | Ruolo | Calciatore      |
| -- | --------------------- | ----- | --------------- |
| 20 | Argentina (bandiera)  | C     | Nicolás Gaitán  |
| 24 | Argentina (bandiera)  | D     | Ezequiel Garay  |
| 28 | Portogallo (bandiera) | D     | Sílvio          |
| 30 | Portogallo (bandiera) | C     | André Gomes     |
| 33 | Brasile (bandiera)    | D     | Jardel          |
| 34 | Portogallo (bandiera) | C     | André Almeida   |
| 35 | Argentina (bandiera)  | C     | Enzo Pérez      |
| 41 | Slovenia (bandiera)   | P     | Jan Oblak       |
| 50 | Serbia (bandiera)     | A     | Lazar Marković  |
| 90 | Portogallo (bandiera) | A     | Ivan Cavaleiro  |
| 92 | Svezia (bandiera)     | C     | Victor Lindelöf |
| 94 | Portogallo (bandiera) | C     | Bernardo Silva  |
|    | Portogallo (bandiera) | D     | João Cancelo    |
|    | Portogallo (bandiera) | A     | Hélder Costa    |

### Giocatori ceduti a stagione in corso
| N. |                        | Ruolo | Calciatore   |
| -- | ---------------------- | ----- | ------------ |
| 12 | Brasile (bandiera)     | D     | Bruno Cortês |
| 15 | Paesi Bassi (bandiera) | C     | Ola John     |

| N. |                   | Ruolo | Calciatore      |
| -- | ----------------- | ----- | --------------- |
| 21 | Serbia (bandiera) | C     | Nemanja Matić   |
| 22 | Serbia (bandiera) | D     | Stefan Mitrović |

## Calciomercato

### Sessione estiva(dal 1/7 al 1/9)
| Acquisti         | Acquisti            | Acquisti            | Acquisti                   |
| R.               | Nome                | da                  | Modalità                   |
| ---------------- | ------------------- | ------------------- | -------------------------- |
| D                | Lisandro López      | Racing Club         | definitivo (4 milioni €)   |
| D                | Guilherme Siqueira  | Granada             | prestito (1 milione €)     |
| D                | Stefan Mitrović     | Kortrijk            | definitivo (1,1 milioni €) |
| D                | Bruno Cortês        | Arsenal Sarandí     | prestito (fino all'1/1)    |
| D                | Sílvio              | Atlético Madrid     | prestito                   |
| D                | Steven Vitória      | Estoril Praia       | svincolato                 |
| C                | Lazar Marković      | Partizan            | definitivo (10 milioni €)  |
| C                | Filip Đuričić       | Heerenveen          | definitivo (8 milioni €)   |
| C                | Ljubomir Fejsa      | Olympiacos          | definitivo (4,5 milioni €) |
| C                | Luis Fariña         | Racing Club         | definitivo (2,3 milioni €) |
| A                | Pizzi               | Atlético Madrid     | definitivo (6 milioni €)   |
| A                | Rogelio Funes Mori  | River Plate         | definitivo (2 milioni €)   |
| A                | Miralem Sulejmani   | Ajax                | svincolato                 |
| Altre operazioni |                     |                     |                            |
| R.               | Nome                | a                   | Modalità                   |
| P                | Jan Oblak           | Rio Ave             | fine prestito              |
| C                | Rúben Amorim        | Braga               | fine prestito              |
| C                | Nuno Coelho         | Arīs Salonicco      | fine prestito              |
| C                | Hugo Vieira         | Gil Vicente         | fine prestito              |
| C                | José Luis Fernández | Godoy Cruz          | fine prestito              |
| A                | Nélson Oliveira     | Deportivo La Coruña | fine prestito              |
| A                | Nolito              | Granada             | fine prestito              |
| A                | Yannick Djaló       | Tolosa              | fine prestito              |
| A                | Franco Jara         | San Lorenzo         | fine prestito              |
| A                | Rodrigo Mora        | River Plate         | fine prestito              |
| A                | David Simão         | Marítimo            | fine prestito              |
| A                | Djaniny             | Olhanense           | fine prestito              |
| A                | Michel              | Braga               | fine prestito              |

| Cessioni         | Cessioni            | Cessioni            | Cessioni                   |
| R.               | Nome                | a                   | Modalità                   |
| ---------------- | ------------------- | ------------------- | -------------------------- |
| D                | Lorenzo Melgarejo   | Kuban'              | definitivo (5 milioni €)   |
| D                | Lisandro López      | Getafe              | prestito                   |
| C                | Luis Fariña         | Baniyas             | prestito                   |
| C                | Pablo Aimar         | Johor Darul Ta'zim  | svincolato                 |
| A                | Nolito              | Celta Vigo          | definitivo (2,6 milioni €) |
| A                | Nélson Oliveira     | Rennes              | prestito (1 milione €)     |
| A                | Pizzi               | Espanyol            | prestito                   |
| Altre operazioni |                     |                     |                            |
| R.               | Nome                | a                   | Modalità                   |
| P                | Júlio César         | Getafe              | svincolato                 |
| D                | Léo Kanu            | Gil Vicente         | definitivo                 |
| D                | Sidnei              | Espanyol            | prestito                   |
| D                | Roderick Miranda    | Rio Ave             | prestito                   |
| D                | Luisinho            | Deportivo La Coruña | svincolato                 |
| D                | Miguel Vítor        | PAOK                | svincolato                 |
| C                | Hugo Vieira         | Gil Vicente         | definitivo                 |
| C                | Felipe Menezes      | Palmeiras           | definitivo                 |
| C                | José Luis Fernández | Godoy Cruz          | svincolato                 |
| C                | David Simão         | Arouca              | svincolato                 |
| C                | Nuno Coelho         | Arouca              | svincolato                 |
| A                | Franco Jara         | Estudiantes (LP)    | prestito                   |
| A                | Alan Kardec         | Palmeiras           | prestito                   |
| A                | Michel              | Al-Wakrah           | prestito                   |
| A                | Djaniny             | Nacional            | svincolato                 |
| A                | Rodrigo Mora        | River Plate         | svincolato                 |

### Sessione invernale(dal 3/1 al 31/1)
| Acquisti | Acquisti | Acquisti | Acquisti |
| R.       | Nome     | da       | Modalità |
| -------- | -------- | -------- | -------- |

| Cessioni         | Cessioni        | Cessioni         | Cessioni                  |
| R.               | Nome            | a                | Modalità                  |
| ---------------- | --------------- | ---------------- | ------------------------- |
| D                | Stefan Mitrović | Real Valladolid  | prestito                  |
| C                | Nemanja Matić   | Chelsea          | definitivo (25 milioni €) |
| C                | Bruno Cortês    | San Paolo        | fine prestito             |
| C                | Ola John        | Amburgo          | prestito                  |
| A                | Yannick Djaló   | S.J. Earthquakes | prestito                  |
| Altre operazioni |                 |                  |                           |
| R.               | Nome            | a                | Modalità                  |
| P                | Mika            | Atlético CP      | svincolato                |
| C                | Carlos Martins  | Benfica B        | prestito                  |

## Risultati

### Primeira Liga

#### Girone di andata
| Arbitro: | Jorge Sousa |

|                            |           |             |
| Derley 45’ (rig.) Sami 77’ | Marcatori | 50’ Rodrigo |

| Arbitro: | Paulo Baptista |

|                           |           |           |
| Marković 90+2’ Lima 90+3’ | Marcatori | 69’ Viana |

| Arbitro: | Hugo Miguel |

|             |           |              |
| Montero 10’ | Marcatori | 64’ Marković |

| Arbitro: | Bruno Paixão |

|                         |           |                   |
| Pérez 5’ Garay 23’, 52’ | Marcatori | 50’ Rúben Ribeiro |

| Arbitro: | Bruno Esteves |

|  |           |             |
|  | Marcatori | 73’ Cardozo |

| Arbitro: | Jorge Tavares |

|             |           |             |
| Cardozo 17’ | Marcatori | 30’ Diakité |

| Arbitro: | Manuel Mota |

|            |           |                      |
| Balboa 73’ | Marcatori | 10’ Lima 71’ Cardozo |

| Arbitro: | Jorge Ferreira |

|                          |           |  |
| Siqueira 15’ Cardozo 48’ | Marcatori |  |

| Arbitro: | Hugo Pacheco |

|  |           |                                            |
|  | Marcatori | 34’ Cardozo 37’ (aut.) Goiano 87’ Marković |

| Arbitro: | Nuno Almeida |

|           |           |  |
| Matić 72’ | Marcatori |  |

| Arbitro: | Bruno Paixão |

|          |           |                           |
| Ukra 57’ | Marcatori | 38’ Rodrigo 63’, 78’ Lima |

| Arbitro: | Rui Costa |

|                             |           |                        |
| Rodrigo 40’ Lima 84’ (rig.) | Marcatori | 19’ Simão 74’ Serginho |

| Arbitro: | Vasco Santos |

|                    |           |                                  |
| Femi 7’ Regula 31’ | Marcatori | 19’ Lima 37’ Matić 47’ Sulejmani |

| Arbitro: | Paulo Baptista |

|  |           |                      |
|  | Marcatori | 54’ Rodrigo 69’ Lima |

| Arbitro: | Artur Soares Dias |

|                       |           |  |
| Rodrigo 13’ Garay 53’ | Marcatori |  |

#### Girone di ritorno
| Arbitro: | Hugo Miguel |

|                  |           |  |
| Rodrigo 19’, 35’ | Marcatori |  |

| Arbitro: | Bruno Paixão |

|                     |           |          |
| Vítor Gonçalves 73’ | Marcatori | 62’ Lima |

| Arbitro: | Marco Ferreira |

|                      |           |  |
| Gaitán 28’ Perez 75’ | Marcatori |  |

| Arbitro: | Duarte Gomes |

|  |           |                        |
|  | Marcatori | 54’ Garay 68’ Marković |

| Arbitro: | Nuno Almeida |

|              |           |  |
| Marković 40’ | Marcatori |  |

| Arbitro: | Jorge Ferreira |

|  |           |           |
|  | Marcatori | 7’ Gaitán |

| Arbitro: | Paulo Baptista |

|                       |           |  |
| Luisão 6’ Rodrigo 19’ | Marcatori |  |

| Arbitro: | Manuel Mota |

|                                |           |                                     |
| Candeias 7’ (rig.) Djaniny 80’ | Marcatori | 24’ Lima 33’ Rodrigo 43’, 89’ Garay |

| Arbitro: | Rui Costa |

|                         |           |  |
| Lima 11’, 28’ Pérez 59’ | Marcatori |  |

| Arbitro: | Pedro Proença |

|  |           |          |
|  | Marcatori | 13’ Lima |

| Arbitro: | Cosme Machado |

|                                                       |           |  |
| Rodrigo 17’ Gaitán 29’ Cardozo 77’ (rig.), 90’ (rig.) | Marcatori |  |

| Arbitro: | Hugo Miguel |

|  |           |                          |
|  | Marcatori | 45+1’ Rodrigo 54’ Gaitán |

| Arbitro: | Carlos Xistra |

|               |           |  |
| Lima 57’, 60’ | Marcatori |  |

| Arbitro: | Duarte Gomes |

|                 |           |                    |
| André Gomes 60’ | Marcatori | 75’ Rafael Martins |

| Arbitro: | Rui Costa |

|                                 |           |           |
| Ricardo Pereira 4’ Martínez 39’ | Marcatori | 24’ Pérez |

### Taça de Portugal
| Arbitro: | Rui Costa |

|  |           |          |
|  | Marcatori | 52’ John |

| Arbitro: | Duarte Gomes |

|                                  |           |                                      |
| Cardozo 12’, 42’, 45’ Luisão 97’ | Marcatori | 37’ Capel 62’ Maurício 90+2’ Slimani |

| Arbitro: | Nuno Almeida |

|                                              |           |  |
| Rodrigo 3’, 38’ Marković 16’ Lima 58’, 90+2’ | Marcatori |  |

| Arbitro: | João Capela |

|  |           |               |
|  | Marcatori | 84’ Sulejmani |

| Arbitro: | Marco Ferreira |

|             |           |  |
| Martínez 6’ | Marcatori |  |

| Arbitro: | Pedro Proença |

|                                       |           |            |
| Salvio 17’ Pérez 60’ (rig.) Gomes 80’ | Marcatori | 52’ Varela |

| Arbitro: | Carlos Xistra |

|            |           |  |
| Gaitán 20’ | Marcatori |  |

### Taça da Liga

#### Fase a gironi
| Arbitro: | Carlos Xistra |

|  |           |            |
|  | Marcatori | 32’ Gaitán |

| Arbitro: | Manuel Oliveira |

|                           |           |  |
| Đuričić 28’ Cavaleiro 87’ | Marcatori |  |

| Arbitro: | Bruno Esteves |

|               |           |  |
| Sulejmani 56’ | Marcatori |  |

#### Fase a eliminazione diretta
| Arbitro: | Marco Ferreira |

|                                                 |                      |                                             |
| Quintero Martínez Ghilas Maicon Varela Fernando | Tiri di rigore 3 – 4 | Siqueira Garay Jardel Gomes Pérez Cavaleiro |

| Arbitro: | Hugo Miguel |

|                        |           |  |
| Rodrigo 41’ Luisão 78’ | Marcatori |  |

### UEFA Champions League

#### Fase a gironi
| Arbitro: | Manuel Gräfe |

|                       |           |  |
| Đuričić 4’ Luisão 30’ | Marcatori |  |

| Arbitro: | Nicola Rizzoli |

|                                    |           |  |
| Ibrahimović 5’, 30’ Marquinhos 25’ | Marcatori |  |

| Arbitro: | Alberto Undiano Mallenco |

|             |           |               |
| Cardozo 83’ | Marcatori | 29’ Domínguez |

| Arbitro: | Damir Skomina |

|             |           |  |
| Manolas 13’ | Marcatori |  |

| Arbitro: | Daniele Orsato |

|                      |           |                                         |
| Mbemba 18’ Bruno 77’ | Marcatori | 34’ Matić 52’ (aut.) Mbemba 90’ Rodrigo |

| Arbitro: | Mark Clattenburg |

|                            |           |            |
| Lima 45’ (rig.) Gaitán 58’ | Marcatori | 37’ Cavani |

### UEFA Europa League

#### Fase a eliminazione diretta
| Arbitro: | Wolfgang Stark |

|  |           |          |
|  | Marcatori | 59’ Lima |

| Arbitro: | Szymon Marciniak |

|                                         |           |  |
| Gaitán 70’ Lima 78’ (rig.) Marković 79’ | Marcatori |  |

| Arbitro: | Jonas Eriksson |

|             |           |                             |
| Eriksen 64’ | Marcatori | 30’ Rodrigo 58’, 84’ Luisão |

| Arbitro: | Damir Skomina |

|                      |           |                 |
| Garay 34’ Lima 90+3’ | Marcatori | 78’, 79’ Chadli |

| Arbitro: | Svein Oddvar Moen |

|  |           |            |
|  | Marcatori | 48’ Salvio |

| Arbitro: | Pavel Královec |

|                  |           |  |
| Rodrigo 39’, 71’ | Marcatori |  |

| Arbitro: | Cüneyt Çakır |

|                   |           |           |
| Garay 2’ Lima 84’ | Marcatori | 72’ Tévez |

| Torino 1º maggio 2014, ore 21.05 CEST Semifinale – Ritorno | Juventus         | 0 – 0 referto | Benfica | Juventus Stadium (40.134 spett.)\| Arbitro: \| Mark Clattenburg \| |
| Arbitro:                                                   | Mark Clattenburg |               |         |                                                                    |

| Arbitro: | Felix Brych |

|                          |                      |                             |
| Bacca M'Bia Coke Gameiro | Tiri di rigore 4 – 2 | Lima Cardozo Rodrigo Luisão |

## Statistiche

### Statistiche di squadra
| Competizione     | Punti | In casa | In casa | In casa | In casa | In casa | In casa | In trasferta | In trasferta | In trasferta | In trasferta | In trasferta | In trasferta | Totale | Totale | Totale | Totale | Totale | Totale | DR  |
| Competizione     | Punti | G       | V       | N       | P       | Gf      | Gs      | G            | V            | N            | P            | Gf           | Gs           | G      | V      | N      | P      | Gf     | Gs     | DR  |
| ---------------- | ----- | ------- | ------- | ------- | ------- | ------- | ------- | ------------ | ------------ | ------------ | ------------ | ------------ | ------------ | ------ | ------ | ------ | ------ | ------ | ------ | --- |
| Primeira Liga    | 74    | 15      | 12      | 3       | 0       | 30      | 6       | 15           | 11           | 2            | 2            | 28           | 12           | 30     | 23     | 5      | 2      | 58     | 18     | +40 |
| Taça de Portugal | -     | 4       | 4       | 0       | 0       | 13      | 4       | 3            | 2            | 0            | 1            | 2            | 1            | 7      | 6      | 0      | 1      | 15     | 5      | +10 |
| Taça da Liga     | -     | 3       | 3       | 0       | 0       | 5       | 0       | 2            | 2            | 0            | 0            | 1            | 0            | 5      | 5      | 0      | 0      | 6      | 0      | +6  |
| Champions League | -     | 3       | 2       | 1       | 0       | 5       | 2       | 3            | 1            | 0            | 2            | 3            | 6            | 6      | 3      | 1      | 2      | 8      | 8      | 0   |
| Europa League    | -     | 4       | 3       | 1       | 0       | 9       | 3       | 5            | 3            | 1            | 1            | 5            | 1            | 9      | 6      | 2      | 1      | 14     | 4      | +10 |
| Totale           | -     | 29      | 24      | 5       | 0       | 62      | 15      | 28           | 19           | 3            | 6            | 39           | 20           | 57     | 43     | 8      | 6      | 101    | 35     | +66 |

### Andamento in campionato
| Giornata  | 1 | 2 | 3 | 4 | 5 | 6 | 7 | 8 | 9 | 10 | 11 | 12 | 13 | 14 | 15 | 16 | 17 | 18 | 19 | 20 | 21 | 22 | 23 | 24 | 25 | 26 | 27 | 28 | 29 | 30 |
| --------- | - | - | - | - | - | - | - | - | - | -- | -- | -- | -- | -- | -- | -- | -- | -- | -- | -- | -- | -- | -- | -- | -- | -- | -- | -- | -- | -- |
| Luogo     | T | C | T | C | T | C | T | C | T | C  | T  | C  | T  | T  | C  | C  | T  | C  | T  | C  | T  | C  | T  | C  | T  | C  | T  | C  | C  | T  |
| Risultato | P | V | N | V | V | N | V | V | V | V  | V  | N  | V  | V  | V  | V  | N  | V  | V  | V  | V  | V  | V  | V  | V  | V  | V  | V  | N  | P  |
| Posizione | 9 | 8 | 7 | 5 | 4 | 5 | 3 | 3 | 3 | 3  | 2  | 3  | 3  | 3  | 1  | 1  | 1  | 1  | 1  | 1  | 1  | 1  | 1  | 1  | 1  | 1  | 1  | 1  | 1  | 1  |

Legenda:

Luogo: C = Casa; T = Trasferta. Risultato: V = Vittoria; N = Pareggio; P = Sconfitta.

### Statistiche dei giocatori
| Giocatore     | Primeira Liga | Primeira Liga | Primeira Liga | Primeira Liga | Taça de Portugal + Taça da Liga | Taça de Portugal + Taça da Liga | Taça de Portugal + Taça da Liga | Taça de Portugal + Taça da Liga | Champions League + Europa League | Champions League + Europa League | Champions League + Europa League | Champions League + Europa League | Totale   | Totale | Totale      | Totale     |
| Giocatore     | Presenze      | Reti          | Ammonizioni   | Espulsioni    | Presenze                        | Reti                            | Ammonizioni                     | Espulsioni                      | Presenze                         | Reti                             | Ammonizioni                      | Espulsioni                       | Presenze | Reti   | Ammonizioni | Espulsioni |
| ------------- | ------------- | ------------- | ------------- | ------------- | ------------------------------- | ------------------------------- | ------------------------------- | ------------------------------- | -------------------------------- | -------------------------------- | -------------------------------- | -------------------------------- | -------- | ------ | ----------- | ---------- |
| A. Almeida    | 10            | 0             | 3             | 0             | 3+4                             | 0                               | 1+1                             | 0                               | 4+5                              | 0                                | 1+2                              | 0                                | 26       | 0      | 8           | 0          |
| R. Amorim     | 17            | 0             | 3             | 0             | 6+5                             | 0                               | 1+1                             | 0                               | 2+7                              | 0                                | 1+1                              | 0                                | 37       | 0      | 7           | 0          |
| Artur         | 14            | -?            | 2             | 0             | 4+1                             | -?                              | 0                               | 0                               | 6+5                              | -?                               | 1+1                              | 0                                | 30       | -?     | 4           | 0          |
| J. Cancelo    | 1             | 0             | 0             | 0             | 0+1                             | 0                               | 0                               | 0                               | 0                                | 0                                | 0                                | 0                                | 2        | 0      | 0           | 0          |
| Ó. Cardozo    | 15            | 7             | 0             | 0             | 5+1                             | 3+0                             | 0                               | 0                               | 4+7                              | 1+0                              | 0                                | 0                                | 32       | 11     | 0           | 0          |
| I. Cavaleiro  | 8             | 0             | 0             | 0             | 3+3                             | 0+1                             | 1+0                             | 0                               | 4+2                              | 0                                | 0                                | 0                                | 20       | 1      | 1           | 0          |
| H. Costa      | 0             | 0             | 0             | 0             | 0                               | 0+1                             | 0                               | 0                               | -                                | -                                | -                                | -                                | 0        | 1      | 0           | 0          |
| B. Cortez     | 6             | 0             | 0             | 0             | 1+0                             | 0                               | 0                               | 0                               | -                                | -                                | -                                | -                                | 7        | 0      | 0           | 0          |
| F. Đuričić    | 11            | 0             | 1             | 0             | 3+2                             | 0+1                             | 1+1                             | 0                               | 3+3                              | 1+0                              | 0                                | 0                                | 22       | 2      | 3           | 0          |
| L. Fejsa      | 16            | 0             | 5             | 0             | 2+1                             | 0                               | 0                               | 0                               | 4+3                              | 0                                | 0                                | 0                                | 26       | 0      | 5           | 0          |
| R. Funes Mori | 2             | 0             | 1             | 0             | 1+2                             | 0                               | 0                               | 0                               | -                                | -                                | -                                | -                                | 5        | 0      | 1           | 0          |
| N. Gaitán     | 26            | 4             | 7             | 0             | 5+2                             | 1+1                             | 0                               | 0                               | 5+5                              | 1+1                              | 2+1                              | 0                                | 43       | 8      | 10          | 0          |
| E. Garay      | 27            | 6             | 3             | 0             | 5+3                             | 0                               | 1+0                             | 0                               | 6+8                              | 0+2                              | 0                                | 0                                | 49       | 8      | 4           | 0          |
| A. Gomes      | 7             | 1             | 0             | 0             | 4+3                             | 1+0                             | 1+0                             | 0                               | 2+7                              | 0                                | 0+3                              | 0                                | 23       | 2      | 4           | 0          |
| Jardel        | 6             | 0             | 2             | 0             | 3+4                             | 0                               | 1+0                             | 0                               | 0+1                              | 0                                | 0                                | 0                                | 14       | 0      | 3           | 0          |
| O. John       | 5             | 0             | 0             | 0             | 1+1                             | 1+0                             | 0                               | 0                               | 2+0                              | 0                                | 0                                | 0                                | 9        | 1      | 0           | 0          |
| Lima          | 29            | 14            | 1             | 0             | 6+4                             | 2+0                             | 1+0                             | 0                               | 5+8                              | 1+4                              | 0                                | 0                                | 52       | 21     | 2           | 0          |
| V. Lindelöf   | 1             | 0             | 0             | 0             | 1+0                             | 0                               | 0                               | 0                               | -                                | -                                | -                                | -                                | 2        | 0      | 0           | 0          |
| Luisão        | 28            | 1             | 3             | 0             | 5+1                             | 1+1                             | 0                               | 0                               | 6+9                              | 1+2                              | 0+1                              | 0                                | 49       | 6      | 4           | 0          |
| L. Marković   | 26            | 5             | 2             | 0             | 6+4                             | 1+0                             | 1+0                             | 0                               | 5+8                              | 0+1                              | 0                                | 0                                | 49       | 7      | 3           | 0          |
| N. Matić      | 14            | 2             | 6             | 0             | 2+0                             | 0                               | 0                               | 0                               | 6+0                              | 1+0                              | 1+0                              | 0                                | 22       | 3      | 7           | 0          |
| S. Mitrović   | 0             | 0             | 0             | 0             | 0                               | 0                               | 0                               | 0                               | -                                | -                                | -                                | -                                | 0        | 0      | 0           | 0          |
| J. Oblak      | 16            | -?            | 0             | 0             | 3+3                             | -?                              | 0                               | 0                               | 0+4                              | -?                               | 0+1                              | 0                                | 26       | -?     | 1           | 0          |
| P. Lopes      | 2             | -?            | 0             | 0             | 0+1                             | -?                              | 0                               | 0                               | 0                                | -?                               | 0                                | 0                                | 3        | -?     | 0           | 0          |
| M. Pereira    | 25            | 0             | 10            | 1             | 5+2                             | 0                               | 1+0                             | 0                               | 4+7                              | 0                                | 2+1                              | 0                                | 43       | 0      | 14          | 1          |
| E. Pérez      | 28            | 4             | 7             | 0             | 4+3                             | 1+0                             | 1+0                             | 0                               | 6+6                              | 0                                | 2+3                              | 0+1                              | 47       | 5      | 13          | 1          |
| Rodrigo       | 25            | 11            | 2             | 0             | 5+3                             | 2+1                             | 0+1                             | 0                               | 2+7                              | 1+3                              | 0+1                              | 0                                | 42       | 18     | 4           | 0          |
| E. Salvio     | 12            | 0             | 0             | 0             | 3+1                             | 1+0                             | 0+1                             | 0                               | 0+6                              | 0+1                              | 0+3                              | 0                                | 22       | 2      | 4           | 0          |
| B. Silva      | 1             | 0             | 0             | 0             | 1+1                             | 0                               | 0                               | 0                               | -                                | -                                | -                                | -                                | 3        | 0      | 0           | 0          |
| Sílvio        | 8             | 0             | 0             | 0             | 4+3                             | 0                               | 2+0                             | 0                               | 2+4                              | 0                                | 1+2                              | 0                                | 21       | 0      | 5           | 0          |
| G. Siqueira   | 18            | 1             | 8             | 1             | 2+3                             | 0                               | 1+1                             | 1+0                             | 3+7                              | 0                                | 0+2                              | 0                                | 33       | 1      | 12          | 2          |
| M. Sulejmani  | 11            | 1             | 0             | 0             | 2+3                             | 1+1                             | 0                               | 0                               | 3+7                              | 0                                | 0                                | 0                                | 26       | 3      | 0           | 0          |
| S. Vitória    | 1             | 0             | 0             | 0             | 1+3                             | 0                               | 1+1                             | 0                               | 0                                | 0                                | 0                                | 0                                | 5        | 0      | 2           | 0          |